# 1 Coríntios 4
1 Coríntios 4 é o quarto capítulo da Primeira Epístola aos Coríntios, de autoria do Apóstolo Paulo, no Novo Testamento da Bíblia.

## Estrutura
A Tradução Brasileira da Bíblia organiza este capítulo da seguinte maneira:
- 1 Coríntios 4:1-5 - Os pregadores responsáveis a Deus
- 1 Coríntios 4:6-13 - Uma reprovação severa
- 1 Coríntios 4:14-21 - Paulo os admoesta como pai